# Тепле (Черемисиновський район)
Тепле (рос. Тёплое) — присілок в Черемисиновському районі Курської області Російської Федерації.
Населення становить 84 особи. Входить до складу муніципального утворення Михайлівська сільрада.

## Історія
Населений пункт розташований на території українського етнічного та культурного краю Східна Слобожанщина.
Від 2004 року входить до складу муніципального утворення Михайлівська сільрада.

## Населення
| 2002 | 2010 |
| ---- | ---- |
| 97   | ↘84  |